# 覺羅伍拉納
覺羅伍拉納（穆麟德轉寫：gioroi ulana；1739年—1795年），字春圃，滿洲正紅旗人，閩浙總督。

## 生平
正紅旗官學生。初授戶部筆帖式，累遷福建布政使。林爽文事件中，伍拉納往來蚶江、厦門等處接應軍需，賜花翎。乾隆五十三年，授河南巡撫。五十四年，授閩浙總督。五十七年，天地會陳蘇老、陳滋等為亂，伍拉納率福建按察使戚蓼生往泉州逮捕陳蘇老等人，誅殺一百五十八人，遣戍六十九人。五十九年，義烏何世來，宣平王元、樓德新等邪教為亂。伍拉納率按察使錢受椿往金華。何世來、樓德新被浙江巡撫吉慶捕殺，王元在浦城被伍拉納捕殺。六十年，臺灣陳周全起事，攻陷彰化。伍拉納出駐泉州，發兵令署福建陸路提督烏蘭保、海壇鎮總兵特克什布剿陳周全。陳周全被楊仲舍等擊破，暴亂平定。同年，伍拉納、浦霖因貪污索賄，逮往北京處死。

## 家庭
- 先祖宁古塔贝勒索长阿。
- 父覺羅富爾丹。
- 子觉罗舒坤（字夢亭），著《批本〈随园诗话〉》。
- 子覺羅舒敦（字仲山），三等侍卫。妻佟佳氏，其父正蓝旗满洲、閩浙總督、礼部尚书常青。
- 子覺羅舒敏（字叔夜），著有《適齋居士集》。妻西爾吉勒特氏（父正黃旗蒙古、福建水師提督兼臺灣鎭總兵哈當阿）。其:
  - 子山東巡撫覺羅崇恩（字仰之，号雨舲、语铃，别号香南居士、语铃道人，1803-1878），工書，善畫山水，喜收藏，著有《香南居士集》、《枕琴轩诗草》，与道光十六年进士何绍基相唱和。嫡妻钮钴禄氏。
    - 孙儿覺羅廷雍（1852-1900），直隸布政使，光緒26年殉难，著有《讀不盡齋且存稿》。妻費莫氏（父鑲黃旗滿洲、道光甲辰科進士克明）。
    - 孙儿知府覺羅廷尚。妻他塔喇氏（父正蓝旗满洲、科舉人毓繩，祖父嘉慶六年（1801年）辛酉恩科进士秀堃）。
    - 孙儿觉罗廷奭（字棠门，号紫然，别号紫然居士、饭石道人，1844-1863），善诗，早卒，有《未弱冠集》（1863)。

  - 女䖅雲，嫁鑲紅旗滿洲、刑部主事費莫氏文奇（胞兄道光二年(1822)壬午科進士文端公文慶，胞姊費莫氏嫁户部尚書、已革镇国将军奕紀）。
- 子觉罗舒斌（字文山）。

## 延伸阅读
[在维基数据编辑]
 《清史稿/卷339》，出自趙爾巽《清史稿》